# Selección de balonmano de Suecia
La Selección de balonmano de Suecia es el equipo formado por jugadores de nacionalidad sueca que representa a la Federación Sueca de Balonmano en las competiciones internacionales organizadas por la Federación Internacional de Balonmano (IHF) o el Comité Olímpico Internacional (COI). Es una de las selecciones más laureadas del panorama internacional, con cuatro campeonatos del mundo, otros cuatro de Europa y tres medallas de plata en los Juegos Olímpicos.

## Palmarés
| Competición        | Medalla de oro               | Medalla de plata       | Medalla de bronce      |
| ------------------ | ---------------------------- | ---------------------- | ---------------------- |
| Juegos Olímpicos   |                              | 1992, 1996, 2000, 2012 |                        |
| Campeonato Mundial | 1954, 1958, 1990, 1999       | 1964, 1997, 2001, 2021 | 1938, 1961, 1993, 1995 |
| Campeonato Europeo | 1994, 1998, 2000, 2002, 2022 | 2018                   | 2024                   |

### Trayectoria

#### Juegos Olímpicos
| - 1936 - No participó - 1972 - 7.ª plaza - 1976 - No participó - 1980 - No participó - 1984 - 5.ª plaza | - 1988 - 5.ª plaza - 1992 - Medalla de plata - 1996 - Medalla de plata - 2000 - Medalla de plata - 2004 - No participó | - 2008 - No participó - 2012 - Medalla de plata - 2016 - 11.ª plaza. - 2020 - 5.ª plaza. |

#### Campeonatos del Mundo

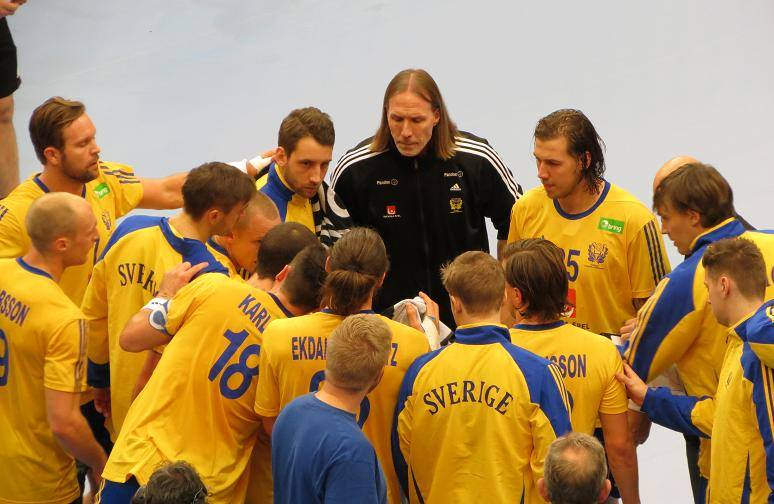
Staffan Olsson en un tiempo muerto de la selección sueca durante el Campeonato del Mundo de 2011

| - 1938 - Tercer puesto - 1954 - Campeón - 1958 - Campeón - 1961 - Tercer puesto - 1964 - Subcampeón - 1967 - 5.ª plaza - 1970 - 6.ª plaza - 1974 - 10.ª plaza - 1978 - 8.ª plaza - 1982 - 11.ª plaza | - 1986 - 4.ª plaza - 1990 - Campeón - 1993 - Tercer puesto - 1995 - Tercer puesto - 1997 - Subcampeón - 1999 - Campeón - 2001 - Subcampeón - 2003 - 13.ª plaza - 2005 - 11.ª plaza - 2007 - No participó | - 2009 - 7.ª plaza - 2011 - 4.ª plaza - 2013 - No participó - 2015 - 10.ª plaza - 2017 - 6.ª plaza - 2019 - 5.ª plaza - 2021 - Subcampeón - 2023 - 4.ª plaza |

#### Campeonatos de Europa
| - 1994 - Campeón - 1996 - 4.ª plaza - 1998 - Campeón - 2000 - Campeón - 2002 - Campeón - 2004 - 7.ª plaza | - 2006 - No participó - 2008 - 5.ª plaza - 2010 - 15.ª plaza - 2012 - 12.ª plaza - 2014 - 7.ª plaza - 2016 - 8.ª plaza | - 2018 - Subcampeón - 2020 - 7.ª plaza - 2022 - Campeón - 2024 - Tercer puesto |

## Jugadores

### Última convocatoria
Convocatoria del seleccionador nacional Glenn Solberg para el Campeonato Europeo de Balonmano Masculino de 2024:
| Dorsal | Posición          | Nombre               | Edad | Altura (m) | Peso (kg) | Partidos | Goles | Club                   |
| ------ | ----------------- | -------------------- | ---- | ---------- | --------- | -------- | ----- | ---------------------- |
| 2      | Lateral izquierdo | Jonathan Carlsbogard | 26   | 1.95       | 96        | 59       | 112   | F. C. Barcelona        |
| 5      | Pivote            | Max Darj             | 30   | 1.92       | 95        | 110      | 121   | Füchse Berlin          |
| 11     | Extremo derecho   | Daniel Pettersson    | 29   | 1.79       | 84        | 79       | 188   | SC Magdeburg           |
| 12     | Portero           | Andreas Palicka      | 35   | 1.89       | 90        | 150      | 16    | Paris Saint-Germain    |
| 13     | Extremo derecho   | Sebastian Karlsson   | 28   | 1.78       | 80        | 4        | 15    | Montpellier HB         |
| 15     | Extremo izquierdo | Hampus Wanne         | 28   | 1.85       | 84        | 54       | 202   | SG Flensburg-Handewitt |
| 16     | Portero           | Tobias Thulin        | 28   | 1.98       | 99        | 49       | 0     | GOG Håndbold           |
| 19     | Central           | Felix Claar          | 25   | 1.92       | 94        | 63       | 152   | SC Magdeburg           |
| 22     | Extremo izquierdo | Lucas Pellas         | 28   | 1.83       | 78        | 60       | 191   | Montpellier HB         |
| 23     | Lateral derecho   | Albin Lagergren      | 29   | 1.86       | 94        | 100      | 296   | SC Magdeburg           |
| 24     | Central           | Jim Gottfridsson     | 29   | 1.92       | 93        | 144      | 465   | SG Flensburg-Handewitt |
| 28     | Central           | Jonathan Edvardsson  | 26   | 1.86       | 81        | 17       | 7     | TSV Hannover-Burgdorf  |
| 30     | Portero           | Simon Möller         | 23   | 1.90       | 93        | 2        | 0     | IK Sävehof             |
| 32     | Pivote            | Oscar Bergendahl     | 26   | 1.92       | 110       | 45       | 72    | SC Magdeburg           |
| 33     | Lateral derecho   | Lukas Sandell        | 24   | 1.92       | 91        | 47       | 106   | Telekom Veszprém       |
| 35     | Pivote            | Andreas Nilsson      | 33   | 1.96       | 121       | 145      | 344   | Telekom Veszprém       |
| 42     | Lateral izquierdo | Eric Johansson       | 21   | 1.97       | 100       | 29       | 89    | THW Kiel               |
| 49     | Lateral izquierdo | Karl Wallinius       | 23   | 1.99       | 107       | 19       | 21    | THW Kiel               |